# Camrus Johnson
Camrus Johnson (Kingsland, 22 dicembre 1994) è un attore statunitense noto principalmente per il suo ruolo di Luke Fox / Batwing nella serie televisiva The CW Batwoman.

## Biografia
Camrus Johnson è nato a Kingsland, Georgia, appassionatosi alla recitazione sin dall'infanzia, crescendo ha preso parte a vari cortometraggi finché, nel 2015, ottiene il ruolo ricorrente di Theo in 11 episodi della serie televisiva Unproductive, a seguito della quale compare anche in The Cobblestone Corridor, The OA, Billions e Luke Cage, sempre in ruoli secondari, nonché nel videoclip "Goodnight, and Happy Birthday!" di Nick Cianci e nel film The Cat and the Moon. 
Dal 2019 al 2022, Johnson ha vestito i panni di Luke Fox / Batwing nella serie The CW dell'Arrowverse Batwoman per un totale di 51 episodi.  Il 25 giugno 2024 viene annunciato il suo ingresso nel cast dell'adattamento live action Netflix di One Piece nel ruolo di Mr. 5 a partire dalla seconda stagione.

## Filmografia

### Attore

#### Cinema
- Product of My Environment, regia di Dwayne 'DC' Coles - cortometraggio (2013)
- Profilez, regia di Dan Enrique - cortometraggio (2014)
- Dilemma, regia di Darshon Crudup - cortometraggio (2014)
- Remission Accomplished, regia di Michael Digioia - cortometraggio (2014)
- The Right Thing, regia di Shan Jin - cortometraggio (2014)
- The Life of Death, regia di Marcin Dubiniec - cortometraggio (2015)
- Act Zero, regia di Thomas Rivera Montes - cortometraggio (2015)
- Smoke Screen, regia di Sean Buttimer (2017)
- Free Bird, regia di Cecilia Pérez-Homar - cortometraggio (2018)
- The Duck, regia di W.B. Zullo - cortometraggio (2018)
- Killing Time, regia di Natalie Badillo-Griffen - cortometraggio (2019)
- Walk of Fame, regia di Blaine Morris - cortometraggio (2019)
- Safe Spaces, regia di Daniel Schechter (2019)
- Il sole è anche una stella (The Sun Is Also a Star), regia di Ry Russo-Young (2019)
- The Cat and the Moon, regia di Alex Wolff (2019)
- Grab My Hand: A Letter to My Dad, regia di Pedro Piccinini - cortometraggio (2019)
- Blue Bison, regia di Stefano Pennisi - cortometraggio (2021)
- Volley, regia di Oliver DeFilippo (2021)
- The Electric State, regia di Anthony e Joe Russo (2025)

#### Televisione
- Bad Teachers - serie TV, episodio 1x01 (2014)
- Unproductive - serie TV, 11 episodi (2015)
- The Cobblestone Corridor - serie TV, 5 episodi (2016)
- The OA - serie TV, episodio 1x08 (2016)
- Billions - serie TV, episodio 2x01 (2017)
- Lei è la mia follia (Stalker's Prey), regia di Colin Theys - film TV (2017)
- The Breaks - serie TV, episodio 1x06 (2017)
- Star - serie TV, episodio 2x02 (2017)
- There's... Johnny! - serie TV, 4 episodi (2017)
- Paterno, regia di Barry Livingston - film TV (2018)
- Luke Cage - serie TV, 2 episodi (2018)
- Chicago P.D. - serie TV, episodio 6x06 (2018)
- #Fashionvictim, regia di Mark Waters - film TV (2018)
- Batwoman - serie TV, 51 episodi (2019-2021)
- One Piece - serie TV (2026)

#### Videoclip musicali
- Goodnight, and Happy Birthday! di Nick Cianci, regia di Dillon Moore (2017)

### Doppiatore
- Cake - serie animata, episodio 1x03 (2019)
- Suicide Squad: Kill the Justice League - videogioco (2024)
- The Witcher - Le sirene degli abissi (The Witcher: Sirens of the Deep) film d'animazione (2025)

## Doppiatori italiani
Nelle versioni in italiano delle opere in cui ha recitato, Camrus Johnson è stao doppiato da:
- Massimo Triggiani in Batwoman
- Luca Baldini ne Il sole è anche una stella

Da doppiatore è sostituito da:
- Gianandrea Muià in Suicide Squad: Kill the Justice League
- Federico Bebi in The Witcher - Le sirene degli abissi